# Grote Molenbeek
Grote Molenbeek är ett vattendrag i Belgien.   Det ligger i regionen Flandern, i den centrala delen av landet, 16 km norr om huvudstaden Bryssel.
Trakten runt Grote Molenbeek består till största delen av jordbruksmark. Runt Grote Molenbeek är det tätbefolkat, med 762 invånare per kvadratkilometer.